# Redmond Morris
Redmond Morris (Dublin, 26 de janeiro de 1947) é um produtor cinematográfico irlandês. Como reconhecimento, foi nomeado ao Oscar 2009 na categoria de Melhor Filme por The Reader.